# Лиса Рејмонд
Лиса Рејмонд (енгл. Lisa Raymond; 10. август 1975, Норвинтон, Пенсилванија, САД) професионална је тенисерка из САД. Постала је професионалац 1993. године, и од тада је освојила четири титуле у синглу и 66 у дублу. У својој каријери, победила је у мечевима против славних тенисерки као што су Винус Вилијамс, Аранча Санчез Викарио, Моника Селеш и Мартина Хингис. У дублу је била прва тенисерка света. Освојила је и пет Гренд слем титула у женском дублу, као и четири у мешовитом.

## Приватни живот
Рејмонд је отворено признала да је лезбијка, и била је у дугогодишњој вези с својом бившом дубл-партнерком Рене Стабс.

## Титуле у каријери

### Титуле у синглу (4)
| Легенда           |
| Тијер I (0)       |
| Тијер II (0)      |
| Тијер III (4)     |
| Тијер IV и V (0)  |
| Гренд слем (0)    |
| ВТА шампионат (0) |

| Бр. | Датум             | Турнир                          | Подлога | Противница у финалу  | Резултат    |
| 1.  | 27. октобар 1996. | Квебек Сити, Канада             | Тврда   | Елс Каленс           | 6–4 6–4     |
| 2.  | 18. јун 2000.     | Бирмингем, Уједињено Краљевство | Трава   | Тамарин Танасугарн   | 6–2 6–7 6–4 |
| 3.  | 23. фебруар 2002. | Мемфис, САД                     | Тврда   | Александра Стивенсон | 4–6 6–3 7–6 |
| 4.  | 22. фебруар 2003. | Мемфис, САД                     | Тврда   | Аманда Куцер         | 6–3 6–2     |

### Гренд слем титуле у дублу

#### Женски дубл
Турнири освојени с Рене Стабс:
- Отворено првенство Аустралије (2000)
- Вимблдон (2001)
- Отворено првенство Сједињених Држава (2001)

Турнири освојени с Самантом Стосур:
- Отворено првенство Сједињених Држава (2005)
- Отворено првенство Француске (2006)

#### Мешовити дубл
- Отворено првенство Сједињених Држава (1996) са Патриком Гелбрејтом
- Вимблдон (1996) са Леандером Паесом
- Отворено првенство Сједињених Држава (2002) са Мајком Брајаном
- Отворено првенство Француске (2003) са Мајком Брајаном

### Остале титуле
- Хопман куп (2006) са Тејлором Дентом
- Куп федерација (2001) са Џенифер Капријати, Линдси Давенпорт и Моником Селеш